# Hong Kong Challenge
La Hong Kong Challenge (oficialment coneguda com a Sun Hung Kai Properties Hong Kong Challenge) és una cursa ciclista professional d'un dia que es disputa en l'anomenat Hong Kong Cyclothon, que se celebra a Hong Kong. Des del 2017 forma part de l'UCI Àsia Tour.

## Palmarès
| Any  | Vencedor          | Segon         | Tercer          |
| ---- | ----------------- | ------------- | --------------- |
| 2017 | Matej Mohorič     | Robbie Hucker | Yukiya Arashiro |
| 2023 | Lukas Pöstlberger | Kane Richards | Zdeněk Štybar   |